# Кортнєв Олексій Анатолійович
Олексій Анатолійович Кортнєв (рос. Алексей Анатольевич Кортнев; нар. 12 жовтня 1966, Москва, РРФСР, СРСР) — радянський і російський співак, музикант, актор театру, кіно і дубляжу, сценарист, композитор, телеведучий, автор-виконавець, соліст і лідер гурту «Несчастный случай».

## Біографічні відомості
Народився 12 жовтня 1966 року в Москві.
Перші пісні написав у сьомому класі англійської спецшколи в Москві. У 1983 вступив на механіко-математичний факультет МДУ, відправився на прослуховування до музичної студії при студентському театрі МГУ і познайомився з Валдісом Пельшем, з яким через два місяці вийшов на сцену (як дует «Нещастный случай»). За короткий час склад «НС» збільшився до чотирьох осіб.
Навчання на факультеті не закінчив. Виступав за команду КВН МДУ в сезоні 1987—1988 років. У 1987, після виключення з МДУ, щоб уникнути призову до армії отримав «білий квиток».
В 1990 разом з Валдісом Пельшем, актором Ігорем Угольниковим, Сергієм Денисовим і Андрієм Гуваковим придумав і брав участь у постановці популярної телепередачі «Оба-на!», телепроєктах «Дебилиада», «Синие ночи», «Пилот», «Нещастный случай» та інших.
Перекладач текстів популярних зарубіжних мюзиклів, поставлених в Росії («Коти», «Іствікські відьми», «Мамма Міа!», «Красуня і Чудовисько»). Виконав арію Ромашова з російського мюзиклу «Норд-Ост» у концерті «Норд-Ост — ми з тобою».
Автор текстів і співавтор музики, виконавець більшості пісень, що звучать у виставах, випущених у співавторстві з «Квартетом І»: «День радіо», «День виборів» і в однойменних фільмах «День радіо», «День виборів».
Неодноразово виступав з жорсткою критикою російської влади. Під час агресії Росії стосовно України виступав з осудом «братерської війни» проти України.